# Ludovike Simanowiz

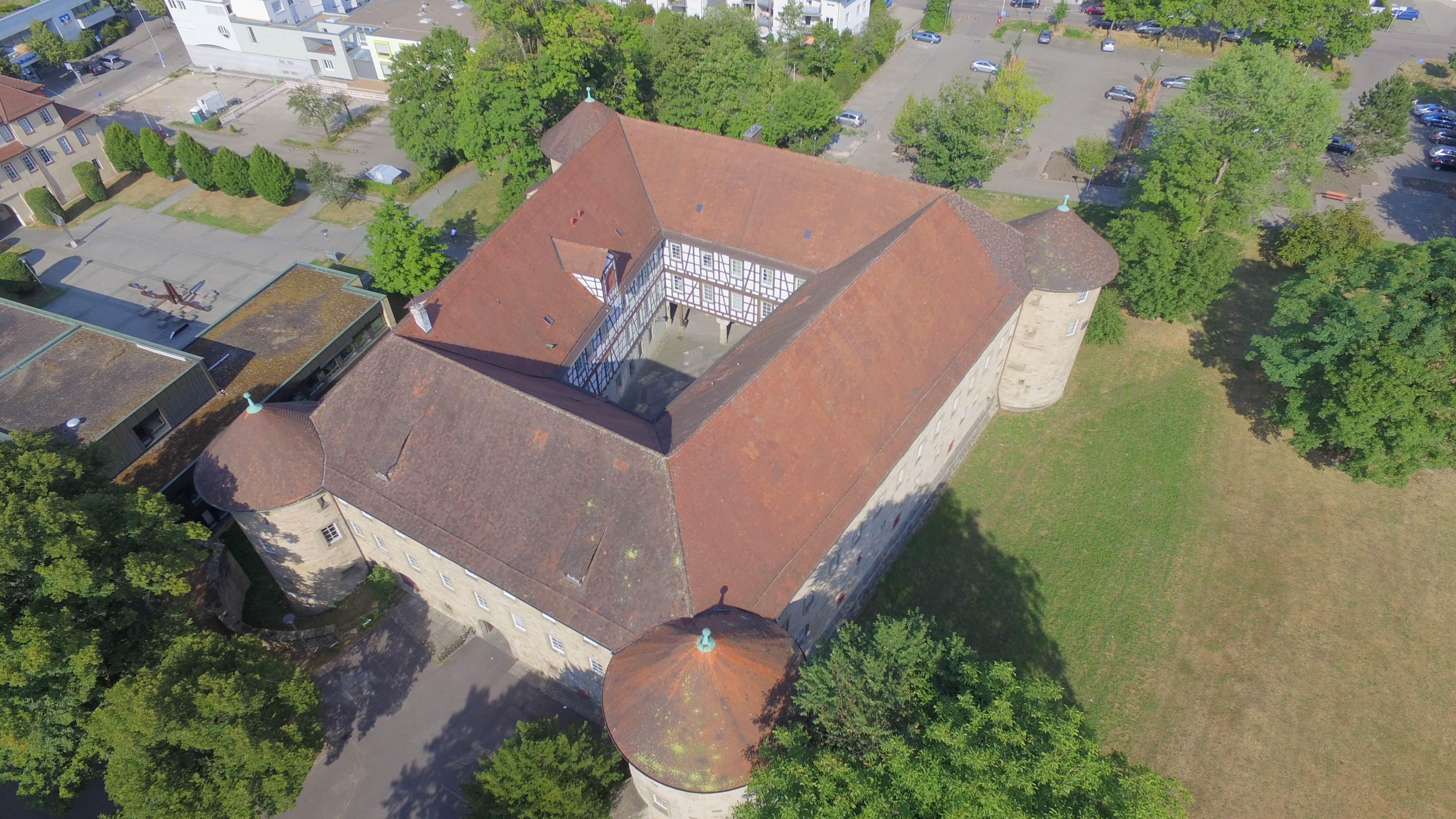
Voormalige kazerne van Schorndorf

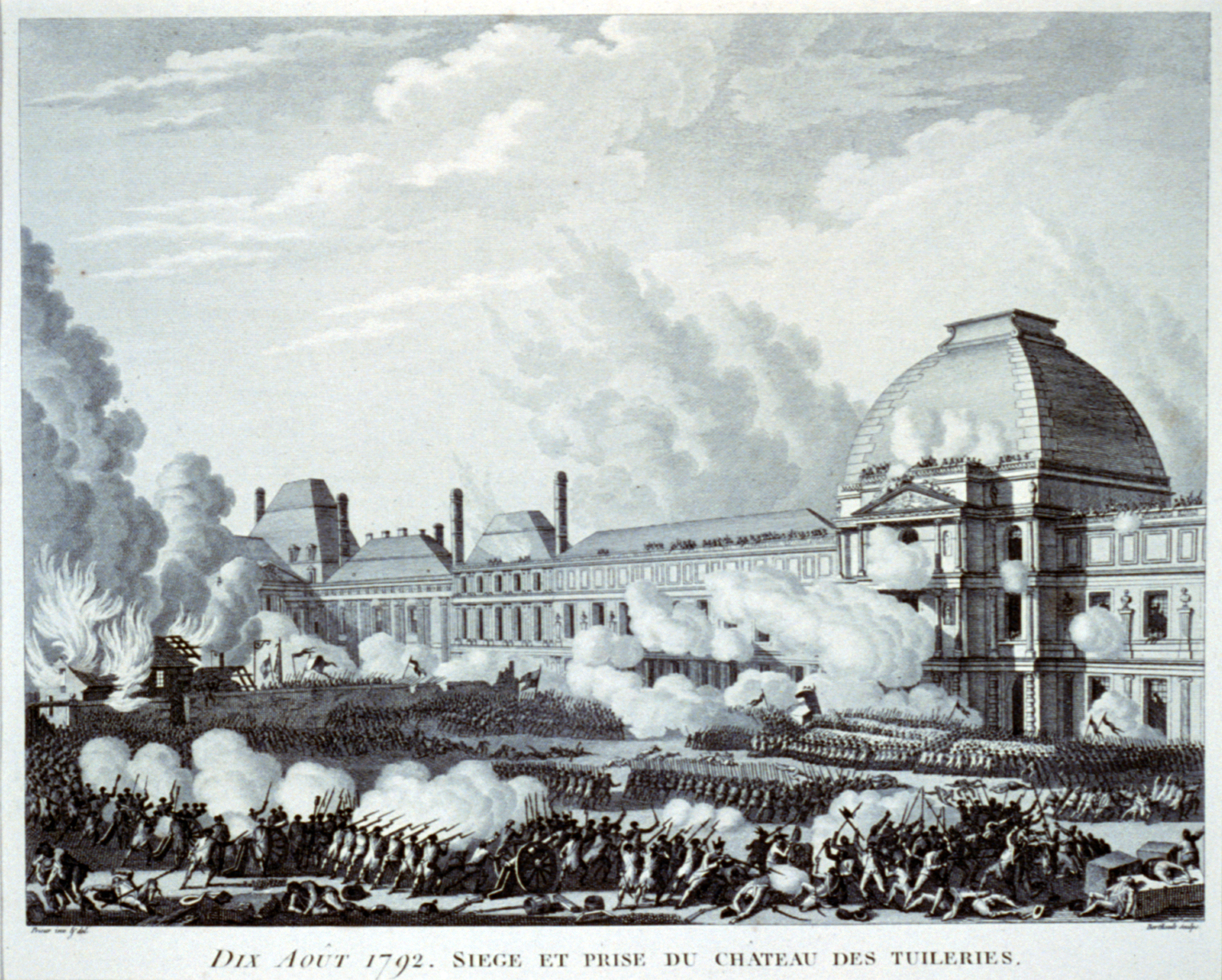
Bestorming van de Tuilerieën in Parijs, 1792

Kunigunde Sophie Ludovike Reichenbach (Schorndorf, 21 februari 1759 – Ludwigsburg, 3 september 1827), na haar huwelijk Ludovike Simanowi(t)z, was een kunstschilderes uit het hertogdom Württemberg, later het koninkrijk Württemberg. Haar stijl was het classicisme. Zij schilderde vooral portretten.

## Levensloop
Reichenbach was een dochter van Jeremias Friedrich Reichenbach, een feldsjer en chirurgijn, en van Susanne Sophie Schwegler. Ze werd geboren in 1759 in de kazerne van Schorndorf. Het gezin telde minstens zes kinderen: twee dochters en vier zonen. In 1762 verhuisde het gezin naar Ludwigsburg. In dezelfde straat nam in 1766 de familie Schiller haar intrek met de zevenjarige Friedrich Schiller. De kinderen van beide gezinnen trokken vaak met elkaar op. 
Tegen de tijdsgeest in koos Ludovike voor een artistieke carrière. Haar ouders steunden haar hierin. Reichenbach kreeg geen toegang tot de kunstacademies in Ludwigsburg. Zij kon wel private lessen volgen bij Nicolas Guibal, die de hofschilder was van de hertog van Württemberg. Zo leerde ze de technieken van olieverfschilderen, schetsen en pentekenen. Werken uit die tijd zijn bewaard gebleven in het Stedelijk Museum van Ludwigsburg en in het Deutsches Literaturarchiv in Marbach am Neckar. Hertog Karel Eugenius van Württemberg en zijn maîtresse Francisca van Leutrum (1748-1811) met wie de hertog morganatisch gehuwd was, betaalden een studiereis naar Parijs. Reichenbach verbleef in Parijs van 1786 tot 1788. Het was haar eerste studiereis naar Parijs. Ze ging in de leer bij Antoine Vestier, een hofschilder van koning Lodewijk XVI. Ze maakte er contact met de schilder Simon Frédéric Moench en met de journalist Ludwig Ferdinand Huber.
In 1788 verbleef ze aan het hof van prins Frederik Eugenius van Württemberg, de jongere broer van de hertog. Deze edelman verbleef in Montbéliard in het graafschap Montbéliard, dat een graafschap was onder de hertogelijke kroon van Württemberg. Ze werkte het ene portret na het andere af. Deze schilderijen zijn niet bewaard gebleven.
In 1789 trok ze naar Stuttgart, naar luitenant Franz Simanowitz met wie ze sinds 1786 verloofd was. Deze man behoorde tot de vriendenkring van Schiller. In 1791 huwden ze en namen hun intrek in een appartement in Ludwigsburg. Voor haar brak een moeilijke periode aan: tijdens haar huishoudelijke taken droomde ze van het werk in de Parijse schildersateliers. Brieven van haar hand zijn bewaard in het Deutsches Literaturarchiv in Marbach am Neckar. Ze ondertekende de brieven met de naam Ludovike Simanowiz.
Haar man werd onder de wapens geroepen, zodat zij in 1791 alleen naar Parijs trok voor verdere artistieke opleiding. Het was haar tweede stage in Parijs. Anders dan de eerste maal was het leven er woelig na de Bestorming van de Bastille (1789) door politieke instabiliteit. Simanowiz verbleef bij een vriendin, de operazangeres Helen Balletti, die intussen door haar huwelijk markiezin de Lacoste was geworden. Het Palais de Lacoste lag dicht bij de Tuilerieën, het koninklijk paleis in Parijs. In het Palais de Lacoste troffen revolutionaire vriendinnen van de markiezin elkaar. In het gezelschap maakte Simanowiz kennis met Charles Frédéric, graaf Reinhard, die in Schorndorf geboren was als Karl Friedrich Reinhard. Hij was een Girondijns politicus en een vriend van Friedrich Schiller. Op 10 augustus 1792 was Simanowiz ooggetuige van de bestorming van het Tuilerieënpaleis. Ze was geschokt door de rellen, die voor haar het revolutionaire gedachtegoed besmeurden. In een brief schreef ze dat ze uit nieuwsgierigheid een bijeenkomst van de Jacobijnen had bezocht. Ze vond dat hier de waanzin regeerde en dat er losjes gesproken werden over het doden van mensen, alsof ze oorvegen gingen uitdelen.
Opgejaagde monarchisten zochten onderdak in het Palais de Lacoste. De situatie werd gevaarlijk. De markies en markiezin de Lacoste vluchtten naar de Spaanse grens. Simanowiz werd enkele malen ondervraagd en kreeg geen paspoort om naar het Duitse Rijk terug te reizen. In januari 1793 hielp een kennis van haar haar te ontsnappen naar Normandië. Daar kreeg Simanowiz een paspoort en kon naar Ludwigsburg terugreizen. Ze schilderde portretten voor de familie Schiller; Friedrich Schiller ondersteunde haar financieel.
In 1798 werd kapitein Franz Simanowitz overgeplaatst naar de kazerne van Stuttgart. Zij trok er heen. Haar man werd aan de benen verlamd door een beroerte en bleef bedlegerig voor de volgende achtentwintig jaren. Zij verzorgde haar man en gaf schilderlessen voor de kost. Hij trok immers een schamel pensioen als zieke officier. Het gezin verhuurde studentenkamers voor de kost. 
In de jaren 1811-1812 verhuisde het gezin van Stuttgart naar Ludwigsburg. Haar broer Friedrich Reichenbach was dominee in de Januariuskirche in Erdmannhausen, nabij Ludwigsburg, en haar zus Johanna woonde in. Ze trok vaak naar de kerk van Erdmannhausen. Brieven van  haar van deze periode geven aan dat ze er politieke discussies hield, bijvoorbeeld over het Spaanse verzet tegen de napoleontische troepen.
Op 14 juni 1827 overleed Franz Simanowitz. Ludovike Simanowiz overleed drie maanden later. Ze zijn beiden begraven op het Alter Friedhof in Ludwigsburg.

## Werken
Meer dan honderd van  haar schilderijen zijn bewaard gebleven. De meeste zijn in privé-collecties. Werken die wel in openbaar bezit zijn, zijn onder meer te vinden in de Staatsgalerie Stuttgart, het Museum van Marbach am Neckar, het Museumlandschaft Hessen Kassel, het Stedelijk Museum van Ludwigsburg en het Historisches Museum der Stadt Wien. Zij signeerde geen van haar schilderijen.
Haar jeugdvriend Friedrich Schiller genoot hoog aanzien en het feit dat Ludovike Simanowiz tot zijn kring behoorde, hielp haar bekendheid te geven.
In het Stedelijk Museum van Schorndorf staat een gedenkteken voor haar.

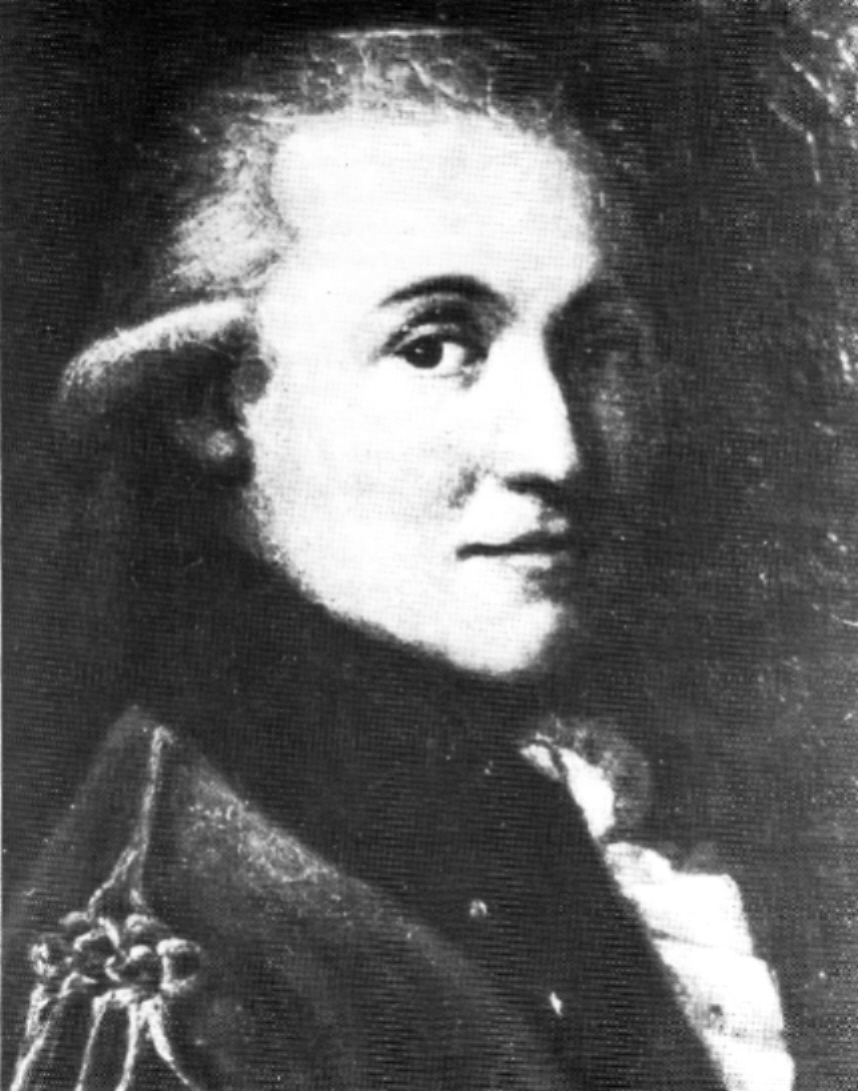
Wilhelm Heinrich Reichenbach, haar broer, een militair arts voor Württemberg (1790)
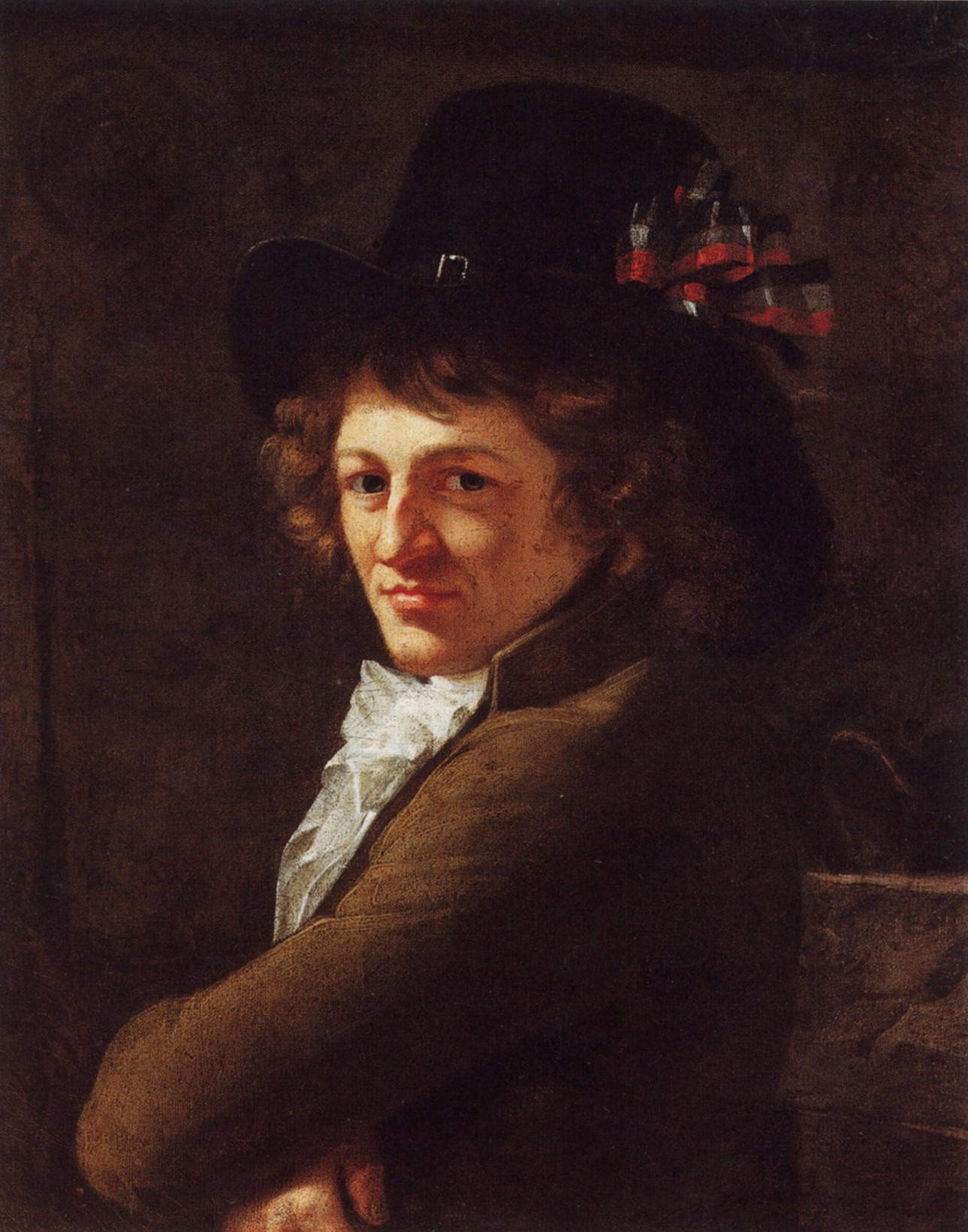
Eberhardt Wächter (1791)
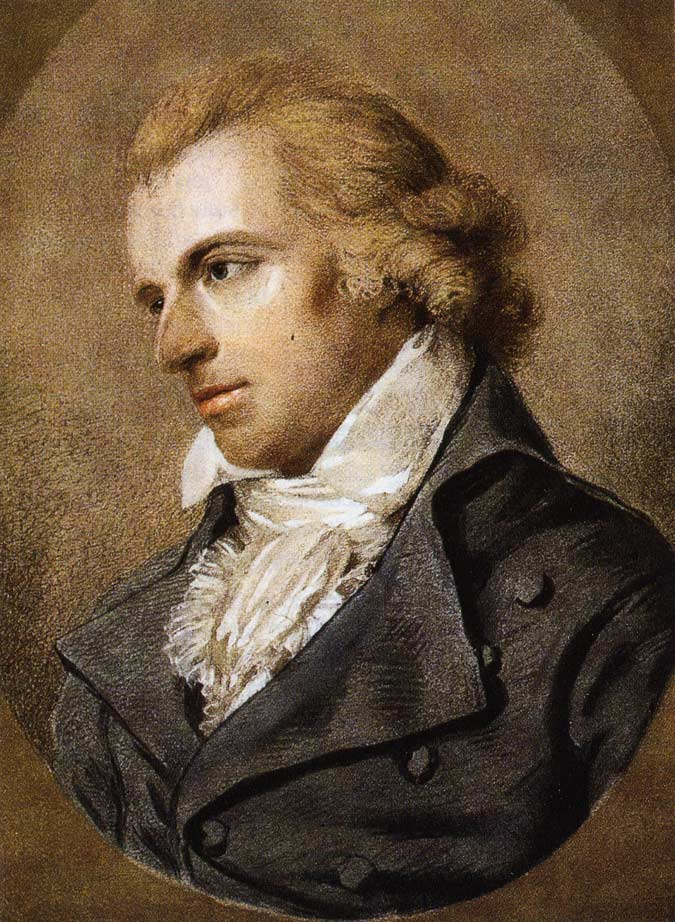
Friedrich Schiller (1793-1794)
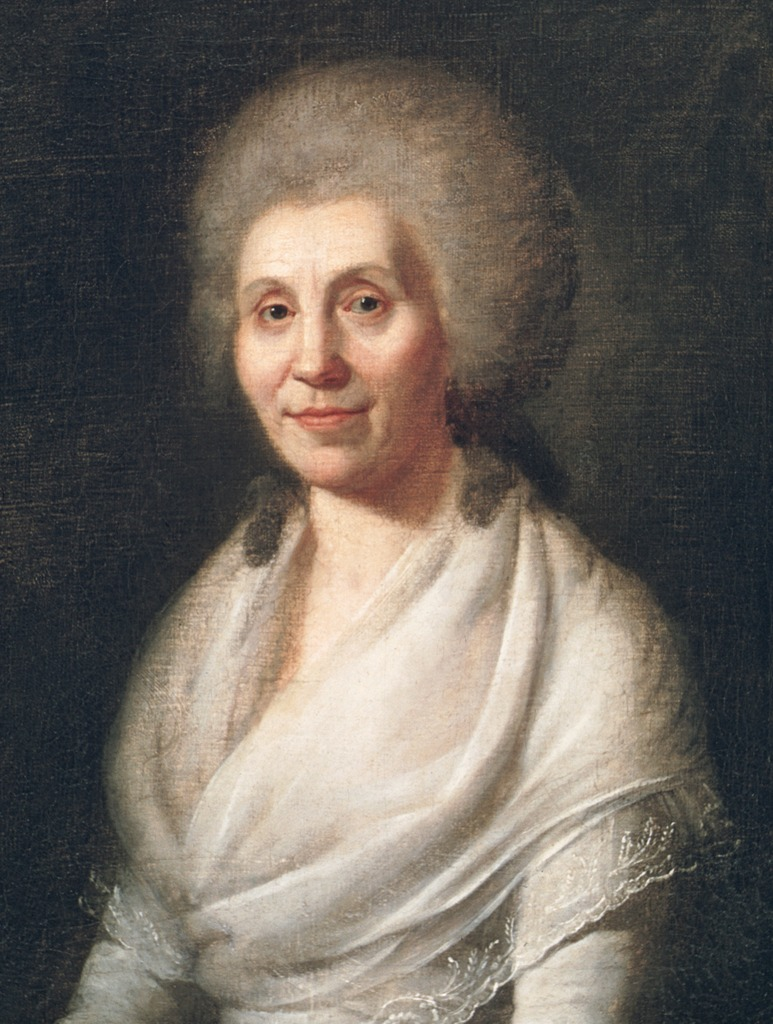
Elisabeth Dorothea Schiller (1793)
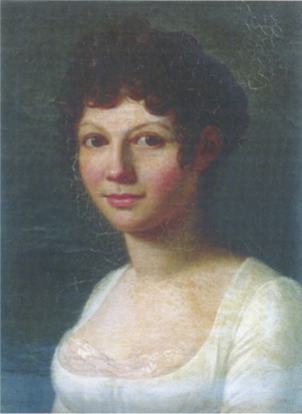
Clara Forster (1805)
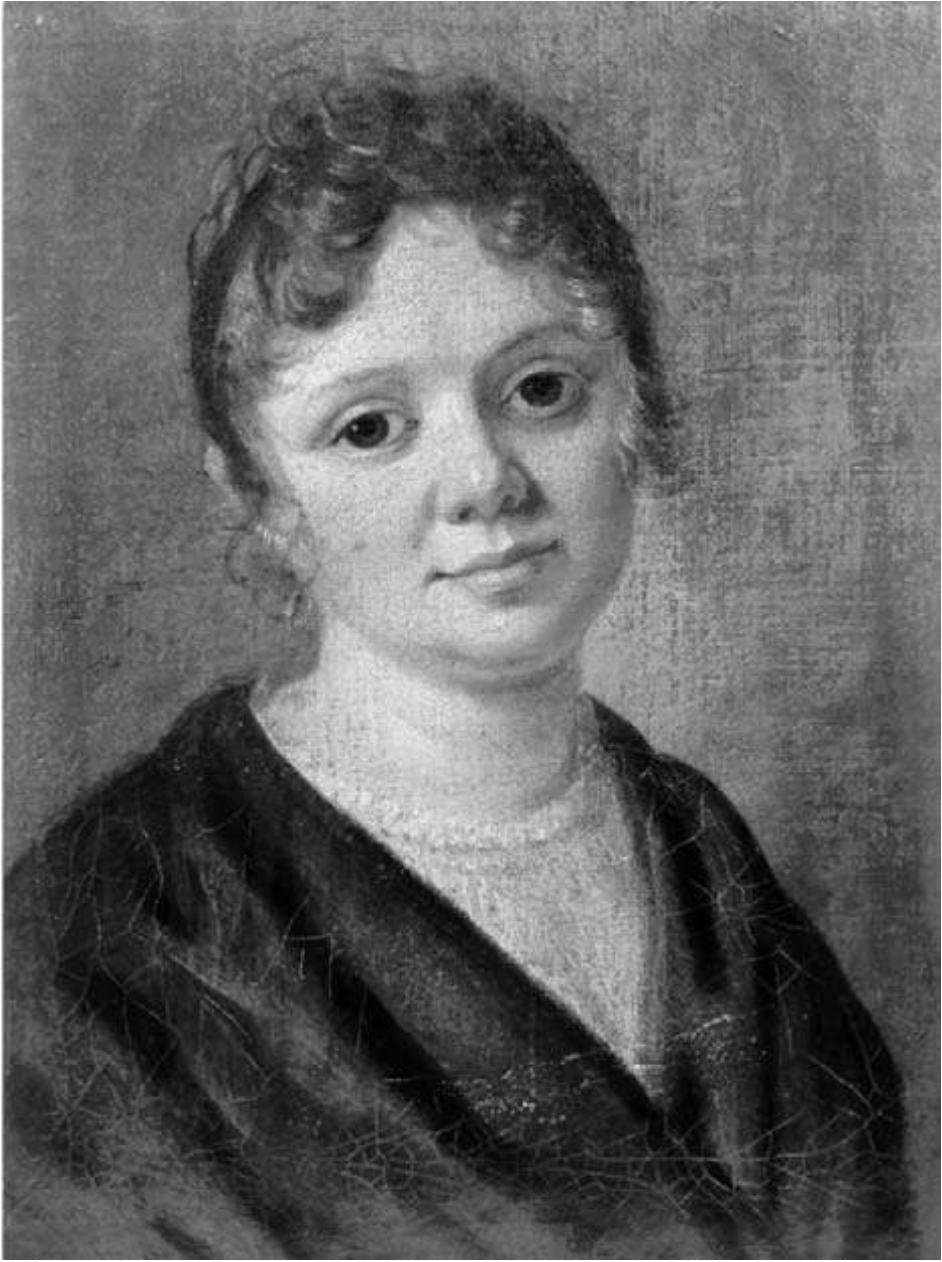
Therese Forster (1805)